# Pastoralis praeminentiæ
Pastoralis praeeminentiae foi uma bula papal emitida pelo papa Clemente V em 22 de novembro de 1307 para todos os monarcas cristãos. Ele ordenou a prisão de todos os Cavaleiros Templários e a tomada de suas propriedades em nome da Igreja. Clemente foi forçado a apoiar a campanha contra os Templários por Filipe IV da França, que lhes devia muito dinheiro e iniciou as primeiras prisões contra os templários em 13 de outubro de 1307.
Apesar do pedido papal, nem todos os monarcas cumpriram imediatamente, mais notavelmente, Eduardo II da Inglaterra, que no início se recusou a acreditar nas alegações, mas depois cumpriu a ordem.
Após as prisões, foi sancionado um período de julgamentos contra os Templários, imposto por tortura e confissões induzidas pela dor.